# Yuzo Takada
Yūzō Takada, pseudonimo di Yūji Takada (Edogawa, 21 marzo 1963), è un fumettista giapponese.
Iscrittosi all’Università Meiji, frequentando il corso di laurea in letteratura giapponese, prima di iniziare la carriera come autore di opere originali, lavorò come assistente del mangaka Fujihiko Hosono. Il suo primo lavoro originale - intitolato Shushoku Beginner - fu pubblicato nel novembre del 1983 nella rivista Young Magazine, mentre Tokonatsu Bank - la sua prima serie - fu edito nella medesima rivista tra il gennaio 1984 e il febbraio 1985.
Takada è noto soprattutto per i suoi manga 3x3 occhi (1987-2002), Blue Seed (1994-95), Bannō bunka nekomusume (1997), tutti e tre adattati anche in versione anime. Nel 1993 ha vinto il Premio Kodansha per i manga nella categoria Shōnen con 3x3 occhi.
Takada ha inoltre lavorato come character designer e illustratore per videogiochi, tra i quali Just Breed prodotto nel 1992 dalla Enix.

## Opere principali
- Shuushoku Beginner (1983).
- Tokonatsu Bank (gennaio 1984-febbraio 1985).
- Tour Conductor, Nikumori (marzo 1985-settembre 1986).
- Sportion KIDs (novembre 1986-novembre 1987).
- Mainichi ga Nichiyoubi, tradotto in inglese come Every day is sunday (1987-1989).
- 3x3 occhi (1987-2002).
- Toritsuki-kun (1989-1991).
- Bannō bunka nekomusume (1990-91).
- Blue Seed (1994-1995).
- Genzou Hitogata Kiwa (1998-2004)
- Tsukumo Nemuru Shizume (2004-)
- Little Jumper (2004-2008)
- Ultraman - The First (2004-)
- Captain Alice (2009-)